# Wasserturm Häslach

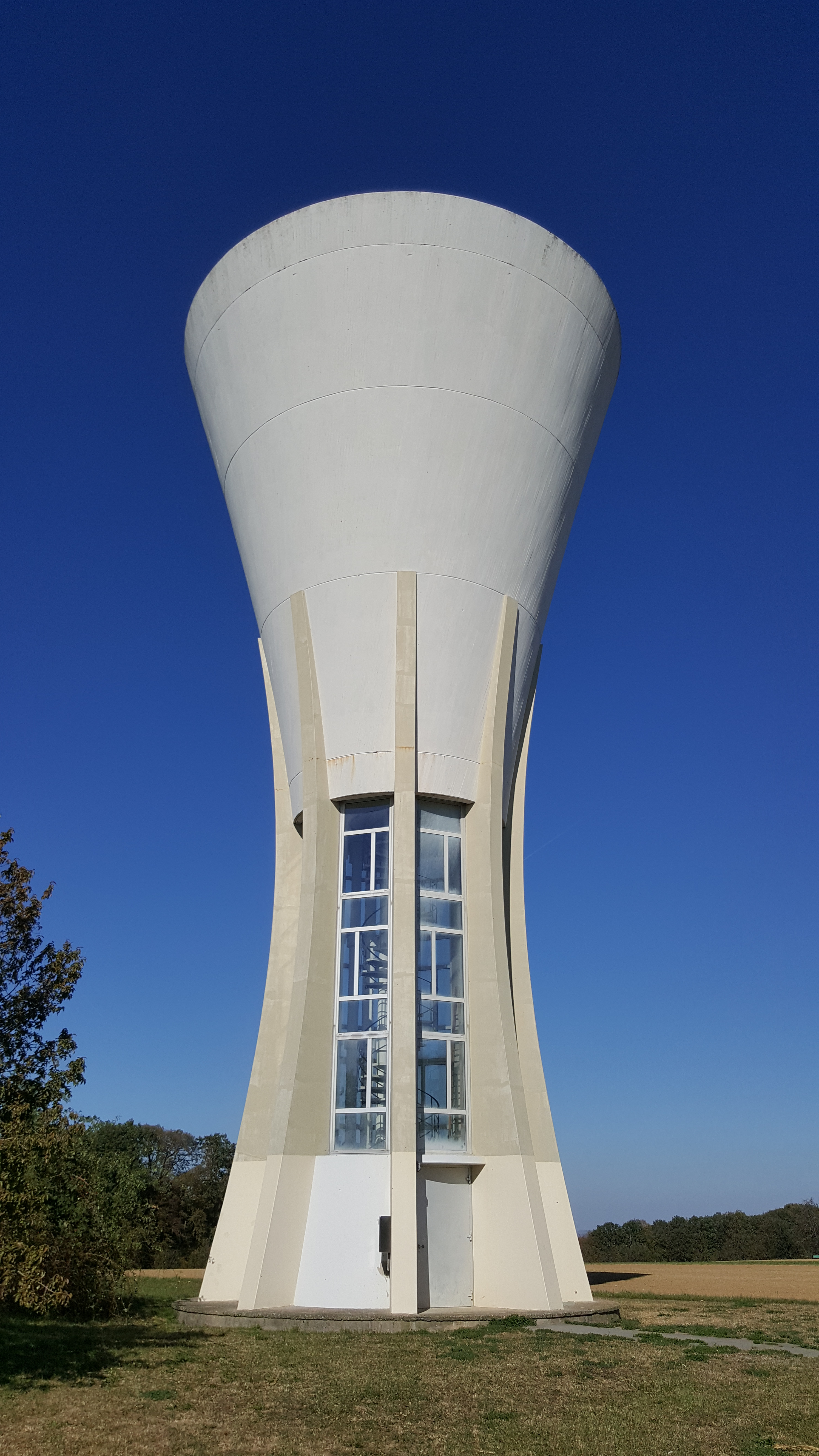
Wasserturm Häslach

Der Wasserturm Häslach ist ein 26 Meter hoher, als Stahlbetonkonstruktion ausgeführter Wasserturm der Ammertal-Schönbuchgruppe auf der Gemarkung des zu Walddorfhäslach gehörenden Ortsteils Häslach. Der Wasserturm etwas nordwestlich über dem Dorf Häslach auf dem 455 m ü. NHN hohen Schaichberg hat zwei Versorgungskammern mit einem Gesamtvolumen von 300 m³ und nahm im September 1966 den Betrieb auf. Die Aussichtsplattform des denkmalgeschützten Turms bietet einen Blick auf ein 80 km langes Panorama der Schwäbischen Alb.